# Feramanga Avaratra
Feramanga Avaratra est une commune rurale malgache située dans la partie centre de la région d'Alaotra-Mangoro.